# Informacijska grafika
Informacijska grafika ili infografika je vizualna prezentacija informacija, podataka ili znanja. Takva grafika se koristi kada je potrebno da se kompleksne informacije objasne brzo i jasno, primjerice u znakovima, mapama, novinarstvu, tehničkom pisanju i obrazovanju. Također je opsežno koristi kao alat informatički stručnjaci, matematičari i statističari kako bi olakšali proces razvitka konceptualne informacije.

## Povijest
Tijekom pretpovijesti,naši rani preci su kreirali prvu informacijsku grafiku: slike unutar pećina i kasnije karte. Prvi počeci karata datiraju mnogo prije od zapisa, poznat je primjer karte Çatalhöyük iz 7500. prije Krista. Kasnije su počeli koristiti simbole radi označivanja stoke i zaliha. Indijanci iz Srednje Amerike su slikama prikazivali putovanja prošlih generacija. Te slike su danas za nas vrlo imaginarne,a misli se da su koristile za potrebe prepričavanja i pamćenja događaja. 
1626. Christopher Scheiner je objavio „Rosa Ursina sive Sol“ u kojoj su raznovrsne grafike o astronomskim istraživanjima sunca. Scheiner je upotrebljavao razne serije slika za objašnjenje rotacije Sunca. 
1786., William Playfair je objavio prve podatkovne grafove u svojoj knjizi „The Commercial and Political Atlas“. Knjiga je puna statističkih podataka koji prikazuju ekonomiju Engleske 18. stoljeća pomoću raznih shema i histograma.  
James Joseph Sylvester je uveo pojam "graf" 1878. i objavio niz dijagrama prikazujuću odnose među kemijskim vezama i matematičkim zakonima. To su bili i prvi matematički grafovi. 

## Razvoj vizualnog jezika u 20. stoljeću
1936. Otto Neurath je uveo sustav piktografa za koji je imao namjeru da funkcionira kao međunarodni vizualni jezik.
1972. na Olimpijadi u Münchenu je Nijemci Otl Aicher uveo niz novih piktograma koji su se pokazali izuzetno uspješnima i popularnima, a sveprisutna "stick figure" se počela više koristiti u javnim natpisima. 
Također je 1972. lansirana Pioneer 10 sonda s „Pioneer Plaque“ tj. plaketom. Na plaketi su bili crteži informacijske grafike koja je neka vrsta međuzvjezdane poruke u boci, dizajnirana od strane Carla Sagana i Franka Drakea. Poruka je jedinstvena po tome što je namijenjena da bude razumljiva izvanzemaljskim bićima koji ne dijele zajednički jezik s ljudima. Prikazuje sliku čovjeka i žene koji stoje ispred pojednostavljene siluete sonde, kako bi se dao osjećaj razmjera. 

## Pregled područja korištenja
Danas nas informacijska grafika okružuje u medijima, u objavljenim djelima, kako književnim tako i znanstvenim, u cestovnom prometu i priručnicima svih vrsta. Grafika na zoran način predstavlja informaciju koja bi inače bila vrlo nepregledna samo u tekstualnom obliku. Predstavlja vizualni prečac za svakodnevne radnje i događaje. U tisku informacijske grafike najčešće predstavljaju vrijeme, mape, planove gradova, planove događanja i statističke podatke.
Neke knjige su gotovo u potpunosti napravljene putem informacijske grafike, poput knjige Davida Macaulaysa  The Way Things Work. Iako se pretežno koristi u knjigama za djecu, informacijska je grafika vrlo česta u znanstvenoj literaturi gdje ilustrira fizikalne sustave, pogotovo one koji se ne mogu fotografirati (frak dijagrama, astronomski dijagrami, slike mikroskopskih ili sub-mikroskopskih sustava). Moderne mape, pogotovo ruta karte za tranzitne sustave, koriste infografičku tehniku kako bi integrirali razne podatke kao što su konceptualni izgled tranzit mreže, prijenos bodova, te lokalne znamenitosti. Prometni znakovi i drugi javni znakovi snažno se oslanjaju na infografiku, kao što stilizirane ljudske figure (sveprisutan lik čovjeka), simboli i grbovi za zastupanje koncepata kao što su rod, oprez, te smjer prometa. Javna mjesta kao što su tranzitni terminali obično imaju neku vrstu integriranih "Signage system" sa stiliziranim standardiziranim simbolima i kartama.
Tehnički priručnici opsežno koriste dijagrame i zajedničke ikone kojima ističu standarde, upozorenja i opasnosti.

## Subjekti (elementi) informacijske grafike
Informacijska grafika su vizualni uređaji namijenjeni brzom i jasnom komuniciranju s kompleksnim informacijama. Uređaji su, prema Dougu Newsomu (2004.), grafikoni, dijagrami, tablice, karte, popisi, mape, histogrami, piktogrami....  
Dijagrami se mogu koristiti da bi se pokazalo kako sustav funkcionira,a ilustrirana grafika koristi slike za srodne podatke. Dobar primjer ove tehnike su „snapshots“ koji koristi dnevnik „USA Today“. Tablice se često koriste i mogu sadržavati puno brojeva. Moderne interaktivne karte su također informacijski uređaji.
Osnovni materijal za informacijsku grafiku su podaci, informacije ili znanje. U slučaju podataka, tvorac može koristiti automatizirane alate, kao što su grafički softver koji predstavlja podatke u obliku linije, kutije, strelice i raznih simbola, piktograma, ljestvica i naljepnica.

## Tumačenje informacijske grafike
Mnoštvo informacijske grafike su specijalizirani oblici koji predstavljaju sadržaj na sažet i sofisticiran način. Kako bi se protumačilo značenje tih grafika prikladno, zahtijeva se od gledatelja odgovarajuća razina znanja (graphicacy). U mnogim slučajevima, potrebno znanje uključuje razumijevanje vještine koju su naučili, a ne koja je urođena. Međutim, znanje o konvencijama za distribuciju i uređenje tih pojedinačnih komponenti je neophodno za izgradnju razumijevanja.
U suprotnosti s navedenim, mnogi drugi oblici infografike su iskoristili urođeni vizualni jezik koji je u velikoj mjeri univerzalan. Redovno korištenje crvene boje kao znaka upozorenja ili zabrane je primjer infografike koje je čak i djeci od malih nogu urođena. Mnoge mape,sučelja i prikazi na raznim instrumentima i strojevima se mogu lako i brzo shvatiti kako bi se korisnika uputilo u siguran način rada. 

## Moderno doba grafike
Blisko području infografike je informacijski dizajn. U biti, infografika je disciplina unutar informacijskog dizajna. Informacije dizajn je umijeće i praksa pripremanja informacije kako bi je ljudi mogli koristiti s učinkovitosti i djelotvornosti. Informacijski dizajn se danas koristi unutar mnogih područja kako bi se opisali vrlo kompleksni problemi na učinkovit način.
Danas je svijet nezamisliv bez informacijske grafike. Ona nas okružuje u svim aspektima našeg područja djelovanja. Iznimno pomaže kako bismo vrlo kompleksne probleme, ali i svakodnevne situacije prikazali na jednostavniji i sažetiji način razumljiv svima pomoću vizualnog jezika.